# 阎云翔
阎云翔（1954年—），美国加州大学洛杉矶分校社会人类学教授。主要研究中国的社会发展和社会变迁、家庭与亲属制度、个体化等。他在黑龙江省哈尔滨双城区下岬村长期田野调查的基础上，写成了《礼物的流动——一个中国村庄的互惠则与社会网络》、《私人生活的变革：一个中国村庄里的爱情、家庭与亲密关系：1949～1999》等著作。

## 著作
- 《中国社会的个体化》
- 《礼物的流动 : 一个中国村庄中的互惠原则与社会网络》
- 《私人生活的变革：一个中国村庄里的爱情、家庭与亲密关系：1949～1999》

## 获奖
2005年阎云翔凭借 Private Life Under Socialism: Love, Intimacy, and Family Change in a Chinese Village, 1949–1999 (Stanford University Press, 2003) 获得列文森中国研究书籍奖。
2010年阎云翔获古根海姆奖人文类奖项。